# 马麟 (1876年)
马麟（1876年—1945年1月26日），字勳臣、勳丞，小名尕老，回族，甘肃河州人。马家军主要人物之一。

## 生平

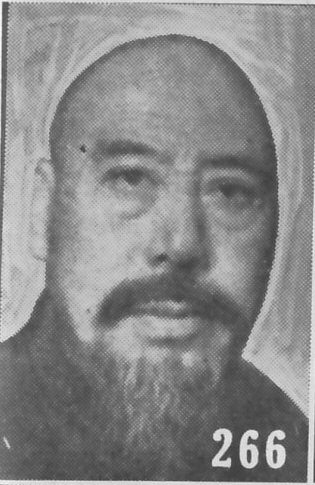
马麟

马麟是馬海宴的第二子。幼時，马麟在清真寺里学习。後来随担任武官的父亲馬海宴（《清史稿》作“馬海彦”）从軍。1906年（光緒32年）前后，转而经商。1911年（宣統3年），重入军队，任西寧鎮標左路統領。后来调任寧海巡防馬步全领导的寧海軍帮统兼左路統領、步兵第2营管带。
1900年八国联军犯京师，马麟和兄长马麒随父亲马海晏赴北京，参加庚子之役，抵御洋人侵略。父死其兄马麒继统父军，在马麒下任哨官。回甘后承父业，在甘南牧区贩运皮毛、土产经商赚钱。1909年任循化营管带，都司衔。1911年10月辛亥革命爆发，陕西革命党人继起，光复西安。遂奉命随西军统领马安良征战陕西，镇压革命。11月底奉命北上宁夏，镇压那里的会党、民军起义。为前锋进入宁夏府城银川，又攻平罗等地，平定起义，被任命为宁夏洪广营游击。回甘肃后率西军主力驻甘南，升任洮岷地区分统，在西军中自成一系。1912年“宁海军”成立后，带兵驻拉卜楞地区，与藏民屡有接触，后又移驻玉树结古。1913年任甘肃凉州镇守使。1917年5月率部平息宗社党人吕光复辟活动。1919年9月26日被北洋政府授予陆军少将衔。1920年以其对伊斯兰教的虔诚和手中握有的巨大权力，在河州老家组织修建癿藏大寺
1919年（民国8年），马麟任寧海軍玉樹防務支隊司令。民国10年（1921年），改任甘边寧海鎮守使署参謀長。1925年（民国14年），寧海軍被编入馮玉祥的国民軍并进行改组，马麟任国民軍新編第26師副師長。1926年（民国15年），任甘边寧海護軍使署参謀長。
土地革命战争时期，1928年被任为河州宣慰副使（宣慰使为甘州镇守使、东乡人马璘）
1929年（民国18年）2月，任青海省政府委員兼建設厅長。翌年，任甘肃全省保安司令。他还兼任騎兵第1師師長，驻扎蘭州。
1931年（民国20年）8月，其兄馬麒逝世，马麟回到青海省，代理青海省政府主席，对省政府要事多与重要幕僚黎丹商洽，让馬麒之子馬步芳专心料理军事。但马步芳已對兩人心生不滿。黎丹鉴于朱繡、周希武的下場，遂辞职，轉作監察委員。
1933年（民国22年）3月，马麟正式任青海省政府主席（7月，兼任青海省政府民政厅長）。此外，还兼任西安行营第2防区司令。1935年（民国24年）11月，当选中国国民党第5届候補中央監察委員。1933年6月具呈国民政府行政院，请求将拉卜楞地区归还青海（拉卜楞属循化管辖，青海建省时划归甘肃）没有成功。主持青海省政近5年（迄1935年底），政绩平平，财政紊乱，渐有不能抵挡之势。1933年7月又成立各县临时维持费经征所，鉴于以前发行的“金库维持券”不断贬值，1934年再发行“青海省临时维持券”，越发越滥，民怨沸腾，物价飞涨。
1936年（民国25年）5月，馬麟同馬步芳对立，青海省政府主席的地位事实上被剥夺（馬步芳正式继任青海省政府主席是在1938年（民国27年）3月）。失意的馬麟于1936年11月赴麦加朝圣。归国後，馬麟回到家郷居住。1937年（民国26年）10月，任国民革命軍第17集团軍副司令。抗日战争时期，1938年2月白崇禧到青海视察，马步芳与白密谈商定：改组省政府；对旧人员一概不用；将其调任国民政府委员；青海省党政军事务，统由马步芳负责。不久蒋介石来电：免去马麟本、兼各职，任命的国府委员只是空名。回到家乡癿藏，结束在青海的政治生涯，过起回乡颐养天年的生活。回到家乡后大兴土木，修建园林，悠度晚年，并利用其声望权势左右乡政。1938年3月，任国民政府委員。
1945年（民国34年）1月26日，馬麟病逝。享年70岁。

## 家族
馬麟為馬海晏次子。馬麟生有馬步榮、馬步援。